# Антоніо Милич
Антоніо Милич (хорв. Antonio Milić, нар. 3 жовтня 1994, Спліт) — хорватський футболіст, півзахисник, захисник клубу «Лех».

## Клубна кар'єра
Народився 3 жовтня 1994 року в місті Спліт. Вихованець футбольної школи клубу «Хайдук» (Спліт). Дорослу футбольну кар'єру розпочав 2011 року в основній команді того ж клубу, кольори якої захищав чотири сезони.
20 грудня 2014 Антоніо перейшов до бельгійського клубу «Остенде», де відіграв три роки.
22 травня 2018 хорват уклав трирічний контракт з іншої бельгійською командою «Андерлехт».
30 серпня 2019 на правах оренди перейшов до іспанського клубу «Райо Вальєкано».
10 січня 2021 Милич перейшов до польського клубу «Лех» (Познань).

## Виступи за збірні
У 2009 році дебютував у складі юнацької збірної Хорватії, взяв участь у 19 іграх на юнацькому рівні, відзначившись 2 забитими голами.
У 2014 — 2015 роках залучався до складу молодіжної збірної Хорватії.
У жовтні 2017 дебютував у національній збірній Хорватії в матчі проти збірної України.

## Титули і досягнення
- Володар Кубка Хорватії (1):

«Хайдук» (Спліт): 2012-13
- Чемпіон Польщі (2):

«Лех»: 2021-22, 2024-25